# MSN
MSN, tidigare Microsoft Network, är en samling internettjänster som företaget Microsoft tillhandahåller. Under MSN-varumärket finns en webbportal med nyheter, reportage, väder och dylikt. I USA är MSN även en stor Internetleverantör. De populäraste webbtjänsterna är Hotmail, MSN Messenger, MSN Sök och MSN Virtual Earth. Namnet förknippas ofta med MSN Messenger, tjänsten för snabbmeddelanden. Från dess webbplats kan man ladda ner smajlisar (smileys) och läsa senaste skvallret.
De flesta av Microsofts internettjänster blev 2005-2006 förflyttade till det nya varumärkesnamnet Windows Live. Till exempel har ovanstående MSN-tjänster efterträtts av Windows Live Messenger, Windows Live Search, Windows Live Local och så vidare.